# Mycoenterolobium platysporum
Mycoenterolobium platysporum är en svampart som beskrevs av Goos 1970. Mycoenterolobium platysporum ingår i släktet Mycoenterolobium, divisionen sporsäcksvampar och riket svampar.   Inga underarter finns listade i Catalogue of Life.